# Бакуган борци
Бакуган борци или Бакугански борци (јап. 爆丸 バトルブローラーズ, Bakugan Batoru Burōrāzu) јапанска је анимирана серија настала у продукцији студија ТМС и Нелвана. Серија се састоји од четири сезоне, емитоване у периоду између 2007. и 2012. године. Франшиза је настала као колаборација између компанија Сега Тојз и Спринг Мастер како би промовисала серију стратешких игара. 
У Србији, студио Облакодер је синхронизовао прве три сезоне. Епизоде су се емитовале од 2009. до 2012. године на каналима Ултра и Хепи кидс.
Серијал је 2018. године добио рибут под називом Бакуган: Планета битке.

## Синопсис
Дан Кусо граби једну од карата које су мистериозно почеле да падају са неба. Заједно са својим пријатељем Шуном ствара игру од њих, звану Бакуган. Убрзо сазнају да су бакугани дошли из света званог Вестроја, који је на ивици пропасти. Дан, Шун и њихови пријатељи Руно, Алиса, Маручо и Јулија формирају тим како би спасили тај тајанствени свет. 

## Франшиза

### Главни серијал
Аниме Бакуган настао је у продукцији студија ТМС и Нелвана, и режији Мицуа Хашимота. Прва сезона, сачињена од 52 епизоде, оригинално се емитовала од 5. априла 2007. до 27. марта 2008. године на јапанским каналима ТВ Токио и БС Јапан. Друга сезона, Бакуган борци: Нова Вестроја, оригинално се емитовала од 12. априла 2009. до 9. маја 2010. године у Северној Америци. Ова сезона је требало да има само 26 епизода, али је због добре гледаности број дуплиран. Трећа сезона, Бакуган борци: Инвазија Гандалијанаца, оригинално се емитовала од 23. маја 2010. до 29. јануара 2011. године такође у Северној Америци, са укупно 39 епизода. Четврта сезона, Бакуган борци: Мектанијум Серџ, премијерно се приказивала у Северној Америци, од 13. фебруара 2011. до 26. јануара 2012. године, са укупно 46 епизоде.
У Србији, студио Лаудворкс (Облакодер) синрхонизовао је прве три сезоне. Епизоде су се емитовале од 2009. до 2012. године на каналима Ултра и Хепи кидс.

#### Улоге
| Улога                                                             | Српски глас           |
| ----------------------------------------------------------------- | --------------------- |
| Дан Кусо, Комба                                                   | Ненад Стојменовић     |
| Шун, Шинџиро, Косуке, Кенџи итд.                                  | Иван Томић            |
| Руно, Скајрес, Фабија Шин, Мејлин, Чан Ли, Лена Ајсис, Казарина   | Јелена Стојиљковић    |
| Алиса, Данова мама                                                | Александра Младеновић |
| Маручо, Нага, Клаус фон Херцен, Гас, Хелиос, Тацуо Мисаки, Кента  | Милан Антонић         |
| Јулија                                                            | Александра Ристовић   |
| Драго, Прејас, Маскерада, Сенка Прув, Хидрон, Рен, Кристофер итд. | Марко Марковић        |
| Тигрера, Џулс итд.                                                | Ивана Александровић   |
| Др Михаел Џи/ Хал Џи, Били Гилберт, Такаши                        | Даниел Сич            |
| Џо, Хулио, Рикимару итд.                                          | Синиша Убовић         |
| Ваверн, Саки Мисаки                                               | Јелена Ђорђевић       |
| Нурзак, Сабатор, Рубаноид                                         | Бранислав Платиша     |
| Спектра, Линк, Немус                                              | Лако Николић          |
| Мира Клеј, Елфин, Зенет, краљица Серена                           | Александра Ширкић     |
| Аирзел, Мејсон Браун, Арнаут, Лајнхолт итд.                       | Марко Мрђеновић       |
| Барон, Ејс                                                        | Милош Ђуричић         |
| Џеси Глен, Лајнус Клод, капетан Елрајт, Страјкфлајер итд.         | Милан Тубић           |
| Хереди                                                            | Горан Поповић         |
| Уводна шпица                                                      | Дејан Гладовић        |

### Спиноф
Спиноф мангу Баку Тек! Бакуган написао је и илустровао Шинго. Прича прати потпуно друге ликове, и унапређену верзију бакугана. Манга се серијализовала од 15. августа 2010. до 15. јануара 2014. године у Шогакукановој манга ревији CoroCoro Comic. Поглавља су сакупљена у десет шинсобан тома; први је изашао 24. децембра 2010., а последњи 28. фебруара 2014. године.
Манга је адаптирана у аниме од две сезоне. Прва, сачињена од 51 епизоде, емитовала се од 7. априла 2012. до 30. марта 2013. године на јапанском каналу ТВ Токио. Друга сезона, Баку Тек! Бакуган Гачи, емитовала се на истом каналу од 6. априла до 28. децембра 2013. године, са укупно 39 епизода. 

### Рибут
Оригинални серијал је 2018. године добио рибут под називом Бакуган: Планета битке. Аниме тренутно има пет сезона, од којих су две синхронизоване на српски језик. Првих 26 епизода прве сезоне сихронизовао је студио Блу Хаус, док је остатак епизода и другу сезону радио Облакодер.

### Видео игрице
Закључно са 2020. годином, серијал је произвео седам видео игрица: Bakugan Battle Brawlers (за PlayStation 2, Nintendo DS, Wii, PlayStation 3 и Xbox 360), Bakugan Battle Brawlers: Battle Trainer (за Nintendo DS), Bakugan Dimensions (онлајн, за Microsoft Windows), Bakugan Battle Brawlers: Arcade Battler (аркадна игра), Bakugan: Defenders of the Core (за Nintendo DS, PlayStation 3, PSP, Wii и Xbox 360), Bakugan: Rise of the Resistance (за Nintendo DS) и Bakugan: Champions of Vestroia (за Nintendo Switch).

## Спољашњи извори
- Званични вебсајт
- Бакуган на Нелванином вебсајту Архивирано на веб-сајту  (13. јул 2020)